# مارک گراگوس
مارک گراگوس (انگلیسی: Mark Geragos؛ زادهٔ ۵ اکتبر ۱۹۵۷) وکیل مدافع مشهور پرونده‌های جنایی ارمنی‌تبار اهل ایالات متحده آمریکا است.

## زندگی‌نامه
در ۵ اکتبر ۱۹۵۷ در لس آنجلس، کالیفرنیا به دنیا آمد. از کالج هاورفورد فارغ‌التحصیل شد.

## پرونده‌های مشهور
- مایکل جکسون
- وینونا رایدر